# Arnata
L'Arnata è un torrente dell'Umbria. Con 17,5 chilometri di lunghezza ed un bacino imbifero di 68,7 km², costituisce il maggior affluente del Naia, in sinistra idrografica.

## Descrizione
Nasce in provincia di Terni, nel territorio comunale di Montecastrilli, in località Colle Secco, dopo aver attraversato anche il territorio comunale di Avigliano Umbro entra nel comune di Todi, in provincia di Perugia. Si getta nel Naia a Pontenàia. 

## Storia
In prossimità del torrente è presente un suggestivo mulino ad acqua del XV secolo.

## Portata
L'Arnata ha un regime strettamente torrentizio, quindi ricco di acque in autunno e in inverno e in secca durante i mesi estivi. 

### Portata media mensile
Dati portata Arnata (Stagione 2018)